# جانیبک علیمخانولی
جانیبک علیمخانولی (انگلیسی: Janibek Alimkhanuly; ۱ آوریل ۱۹۹۳) بوکسور اهل قزاقستان است.